# Corydoras surinamensis
Corydoras surinamensis is een straalvinnige vissensoort uit de familie van de pantsermeervallen (Callichthyidae). De wetenschappelijke naam van de soort is voor het eerst geldig gepubliceerd in 1970 door Nijssen.
De standaardlengte van deze vis is 5,1 cm. De typelocatie is een kreek aan de rechteroever van de Klein Saramacca, 11 km oostzuidoost van de samenvloeiing met de Saramacca in het district Brokopondo in Suriname. Het dier komt voor in het bekken van de Saramacca in Suriname. Het is een bodembewoner van kleine boskreekjes met een zandige bodem en weinig of geen stroming.